# Magic Number
Magic Number (マジックナンバー?) è un brano musicale della cantante giapponese Maaya Sakamoto, pubblicato come singolo l'11 novembre 2009. Il brano è stato utilizzato come sigla di apertura dell'anime Kobato..

## Tracce
CD singolo
1. Magic Number (マジックナンバー?) - 5:01
2. Private Sky - 4:13
3. Kazamidori (カザミドリ, Weather Vane?) (Live Version) - 5:09
4. Pocket wo Kara ni Shite (ポケットを空にして, Empty the Pocket?) (Live Version) - 4:43

Durata totale: 19:06

## Classifiche
| Classifica (2008)                        | Posizione più alta |
| ---------------------------------------- | ------------------ |
| Giappone (Classifica settimanale Oricon) | 12                 |